# Karl Martell (Ungarn)

Wappen Karl Martells von Ungarn

Karl von Anjou (französisch Charles d’Anjou), genannt Martell (* 8. September 1271; † 19. August 1295 in Neapel) war Titularkönig von Ungarn.
Er war der Sohn von Karl II. von Anjou, König von Neapel und Jerusalem, Graf von Provence, Anjou und Maine, und Maria von Ungarn, der Schwester von König Ladislaus IV.
Seine ersten militärischen Erfahrungen gewann er 1289 auf einem Feldzug auf Sizilien, den er gemeinsam mit seinem Vater und Robert II. von Artois gegen Friedrich II. von Sizilien unternahm. Wenig später starb sein Onkel Ladislaus IV. ohne Nachkommen, woraufhin sein Vater ihn zum König von Ungarn krönte. Der ungarische Adel jedoch hatte einen von Ladislaus’ Vettern, Andreas III. Arpad, zum Nachfolger gewählt. Karl Martell begnügte sich daraufhin mit dem königlichen Titel und versuchte nicht, in Ungarn um den Thron zu kämpfen.
Am 11. Januar 1281 heiratete er in Wien Klementia von Habsburg (* 1262, † 1293), Tochter des römisch-deutschen Königs Rudolf I. und der Gertrud von Hohenberg. Ihre Kinder waren:
- Karl Robert (* 1288 † 1342), König von Ungarn
- Beatrix (* 1290 † 1354), ⚭ 1296 Johann II. (* 1280 † 1319), Dauphin von Viennois (Haus La Tour-du-Pin)
- Klementia (Clémence) (* 1293 † 1328), ⚭ 1315 Ludwig X. der Zänker (* 1289 † 1316), König von Frankreich (Stammliste der Kapetinger)

Karl starb kurz vor seinem 24. Geburtstag, vermutlich an der Pest. An der Seite seiner Ehefrau Klementia wurde er in der Kathedrale von Neapel bestattet.